# Ålgräsnuding
Ålgräsnuding (Aeolidiella glauca) är en snäckart som först beskrevs av Joshua Alder och Albany Hancock 1845.  Ålgräsnuding ingår i släktet Aeolidiella och familjen snigelkottar. Arten är reproducerande i Sverige. Inga underarter finns listade i Catalogue of Life.
Ålgräsnuding och dess svenska släktingar beskrivs i boken Svenska nakensnäckor, författad av marinbiologerna Kenneth Lundin och Klas Malmberg. I Sverige finns totalt  90 arter av nakensnäckor.